# Sourds (communauté)
Pour les articles homonymes, voir Sourd.
Sourd (avec S en majuscule) est un terme ethno-linguistique qui a été adopté par la communauté sourde pour désigner les personnes sourdes ayant en commun une identité culturelle, historique et une langue : la culture sourde, l'histoire des sourds et la langue des signes.

## Définition de mot «sourd»
L'association des sourds du Canada approuve la définition développée par l’université Gallaudet : 

« Quiconque ne peut pas comprendre la parole (avec ou sans prothèses auditives ou d’autres dispositifs) en n’utilisant que les sons (c’est-à-dire sans indice visuel tel que la lecture labiale) est sourd. »

— L’université Gallaudet

Elle souligne que le terme « sourd » doit être distingué du terme « surdité » : 

« Dans la culture Sourde, il n’est jamais question de la surdité d’une personne. Le statut d’une personne au sein de la culture ne dépend pas de son degré de perte auditive, mais de son attitude envers les éléments de la culture Sourde, de son implication dans la communauté Sourde locale et de sa maîtrise de la langue des signes. Cela conduit la culture Sourde à entrer sérieusement en conflit avec la façon dont la société entendante perçoit la surdité. La société entendante a tendance à considérer la surdité comme une déficience médicale devant être « corrigée » afin de ramener la personne à sa « vraie place » dans la société entendante. »

— L’association des sourds du Canada

## Terminologie

### «Sourd» et «sourd»
En 1972, le professeur James Woodward, co-directeur du Centre de Linguistique Connexion et Deaf Studies à l'Université chinoise de Hong Kong depuis 2004, a proposé une distinction entre la surdité et la culture sourde. Il a suggéré d'utiliser deaf (sourd, écrit avec une minuscule) pour se référer à l'état physique de la surdité et Deaf (Sourd, écrit avec une majuscule) pour se référer à la culture des sourds. Selon cette définition, sourd désigne simplement une personne qui a perdu le sens de l'ouïe tandis que Sourd désigne, de manière plus restreinte, parmi les sourds, ceux qui utilisent la langue des signes, s’identifient et participent à la culture de la communauté sourde.
Le statut d’une personne au sein de la culture ne dépend pas de son degré de perte auditive mais de son attitude envers les éléments de la Culture sourde, de son implication dans la communauté Sourde locale et de sa maîtrise de la langue des signes.
Selon Christopher Ray Miller, cette distinction est une convention répandue, même si elle est rejetée par certains spécialistes comme Sylvain Kerbourc'h.
La communauté sourde américaine, française, canadienne, suisse et les autres confirment l'idée de cette définition: « Le terme Sourd désigne, de manière plus restreinte, parmi les sourds, ceux qui utilisent la langue des signes, s’identifient et participent à la culture de la communauté sourde. »

Dans le monde, le seul État qui a reconnu cette définition de « Sourd » en le distinguant de « sourd » (en minuscules) est le Colorado aux États-Unis : 
« A group of people, with varying hearing acuity, whose primary mode of communication is a visual language (predominantly American Sign Language (ASL) in the United States) and have a shared heritage and culture. »
« Un groupe de personnes, avec plus ou moins d'acuité auditive, dont le principal mode de communication est un langage visuel (principalement la langue des signes américaine (ASL) aux États-Unis) et ont un patrimoine et une culture communes. »

### Autres dénominations
À diverses époques et contextes, le monde entendant a produit différents termes qui évoquent soit des conditions médicales soit des termes anciens, parfois péjoratifs :
- « surdité », ceci évoque le handicap du déficient auditif, pas personne sourde. La surdité est une condition médicale.
- « déficient auditif », on confond avec le mot « sourd » avec cette expression. Ce mot traduit seulement la perte d'audition à quelques degrés. La “déficience auditive” est une condition médicale[10].
- « sourd-muet », ce terme ancien d'usage courant n'est plus acceptable aujourd'hui par la communauté Sourde[10].
- « malentendant », la personne ayant une acuité auditive déficiente[18].
- « devenu-sourd », la personne entendante devient sourde dans la vie (à cause de la maladie ou la vieillesse)[10].

À diverses époques et contextes, le monde sourd a produit différents termes:
- « sourd signant », la personne sourde communique par la langue des signes[10].
- « sourd oralisé », la personne sourde parle avec la voix et communique rarement par la langue des signes[19].

#### Exemples
- Noémie Churlet : « Les malentendants, ce sont des entendants qui entendent mal mais continuent à utiliser l’audition et la parole. Les sourds, ben ils sont sourds quoi... Ils n’entendent pas. »[20]

### Surdité et handicap
D'abord, on considère que la surdité est un déficit donc la surdité est un handicap sensoriel.
Les Sourds sont une minorité culturelle et linguistique. La grande partie des Sourds refuse l'étiquette du handicap comme Emmanuelle Laborit disait :« Nous ne sommes pas considérés comme des individus avec une culture et une langue différentes, mais comme des handicapés. Cette vision appelle la réparation, donc la médicalisation. Pour ma part je refuse ce terme de handicap. », et Noémie Churlet. Puisqu'ils s'appuient qu'il y a deux normes: Entendants et Sourds. La différence entre les autres handicaps et les sourds est « la langue des signes mais également à une communauté sourde, une culture sourde distincte, ayant en commun leur propre langue, leurs propres valeurs, règles de comportement, traditions, leur propre identité et leur propre humour ».
On prend l'exemple de la National Association of the Deaf.
En répondant au gouvernement qui proposait une exonération fiscale identique à celle offerte aux aveugles au NAD :
« Nous ne sommes pas des handicapés nous sommes une minorité linguistique. Ce n’est pas de notre surdité dont nous souffrons mais de la façon dont vous nous traitez en raison de notre surdité. Nous ne sommes pas des malades, cessez de vouloir nous guérir, cessez de vouloir nous changer, acceptez-nous tels que nous sommes ».
Il s'agit du handicap partagé entre les sourds et les entendants donc c'est le handicap de communication entre les entendants et les Sourds. Bernard Mottez a déjà souligné: « il faut être au moins deux pour qu’on puisse commencer à parler de surdité. La surdité est un rapport, c’est une expérience nécessairement partagée ».

## Population de Sourds
La fédération mondiale des sourds estime qu'il y a environ 70 000 000 sourds dans le monde mais aucune évaluation statistique de la population de Sourds n'a été réalisée faute de consensus. En France, on dénombre 5 000 000 de personnes atteintes de surdité, dont 300 000 à 500 000 Sourds profonds. Parmi eux, « environ 120 000 personnes utilisent la Langue des signes couramment ». Cette assez faible proportion n'est pas liée à des difficultés d'apprentissage de la langue des signes française mais principalement à la politique oraliste dominante qui réduit le nombre de Sourds français.

## Langue officielle

### Langue des signes nationale
La première langue des sourds sont la langue des signes nationale, par exemple pour la France, il s'agit de la langue des signes française; pour les États-Unis, c'est la langue des signes américaine, etc. La seconde langue est la langue écrite nationale comme la langue française écrite pour les français sourds.

### Langue des signes internationale
Attention, la langue des signes internationale n'est pas l'unique langue mondiale pour les sourds, il s'agit d'une langue construite dans le but de faciliter la communication entre personnes sourdes de pays différents. La langue des signes internationale est comme la langue Espéranto pour le monde entendant. Elle est utilisée principalement dans les conférences internationales des sourds et aux rassemblements tels que les Deaflympics et les organisations internationales comme la Fédération mondiale des sourds et l'Union européenne des sourds.

### Culture, Communauté, Langues
- Langue des signes
- Fédération mondiale des sourds
- Deaflympics
- Comité international des sports des Sourds
- Histoire des sourds
- Histoire de la langue des signes
- François de Sales, patron des Sourds

### Médical
- Handicap
- Surdité et déficience auditive